# London Calling
London Calling ist das dritte Studioalbum der britischen Rockband The Clash. Das Doppelalbum, auf dem die Band verschiedene Stile wie Punk, Reggae oder Pop kombiniert, gilt als Meilenstein der Rockmusik und taucht in diversen Bestenlisten auf vorderen Plätzen auf. Es erschien im Dezember 1979.

## Veröffentlichung
London Calling wurde am 14. Dezember 1979 als Doppelalbum in Europa von Columbia Records und in den USA von Epic Records veröffentlicht. Auf CD erschien es erstmals 1987.
Am 21. September 2004 erschien die London Calling: 25th Anniversary Legacy Edition, die neben einer DVD zur Entstehung des Albums auch die den Studioaufnahmen vorangehenden Demos unter dem Titel Vanilla Tapes enthält.
Am 11. Dezember 2009 folgte die London Calling: 30th Anniversary Edition. Sie enthält das Album auf CD sowie eine DVD mit Videomaterial.

## Das Album

### Das Cover
Das von Pennie Smith fotografierte Albumcover zeigt Paul Simonon, wie er während eines Konzertes seinen Fender Precision Bass zertrümmert, und ist gleichzeitig eine Anspielung auf das Cover der ersten LP von Elvis Presley. Simonons Pose diente mittlerweile selbst als Vorlage mehrerer Reminiszenzen, unter anderem wurde das Cover des Soundtracks zu dem Videospiel Tony Hawk’s American Wasteland diesem Motiv nachempfunden.

### Titelliste
| Nr. | Titel                       | Leadgesang      | Geschrieben von           | Länge |
| --- | --------------------------- | --------------- | ------------------------- | ----- |
| 1.  | London Calling              | Joe Strummer    | Mick Jones, Strummer      | 3:20  |
| 2.  | Brand New Cadillac          | Strummer        | Vince Taylor              | 2:08  |
| 3.  | Jimmy Jazz                  | Strummer        | Jones, Strummer           | 3:54  |
| 4.  | Hateful                     | Strummer        | Jones, Strummer           | 2:44  |
| 5.  | Rudie Can’t Fail            | Strummer, Jones | Jones, Strummer           | 3:29  |
| 6.  | Spanish Bombs               | Strummer, Jones | Jones, Strummer           | 3:18  |
| 7.  | The Right Profile           | Strummer        | Jones, Strummer           | 3:54  |
| 8.  | Lost in the Supermarket     | Jones           | Jones, Strummer           | 3:47  |
| 9.  | Clampdown                   | Strummer, Jones | Jones, Strummer           | 3:49  |
| 10. | The Guns of Brixton         | Simonon         | Simonon                   | 3:09  |
| 11. | Wrong ’Em Boyo              | Strummer        | Clive Alphonso            | 3:10  |
| 12. | Death or Glory              | Strummer        | Jones, Strummer           | 3:55  |
| 13. | Koka Kola                   | Strummer        | Jones, Strummer           | 1:47  |
| 14. | The Card Cheat              | Jones           | Jones, Strummer           | 3:49  |
| 15. | Lover’s Rock                | Strummer        | Jones, Strummer           | 4:03  |
| 16. | Four Horsemen               | Strummer        | Jones, Strummer           | 2:55  |
| 17. | I’m Not Down                | Jones           | Jones, Strummer           | 3:06  |
| 18. | Revolution Rock             | Strummer        | Jackie Edwards, Danny Ray | 5:33  |
| 19. | Train in Vain (Stand by Me) | Jones           | Jones, Strummer           | 3:09  |

### Der Titelsong
Der Titelsong London Calling beschreibt laut Greil Marcus das gleichzeitige Hereinbrechen aller möglichen Katastrophen:

„Now war is declared, and battle come down

… The ice age is coming, the sun’s zooming in

Meltdown expected, the wheat is growing thin

Engines stop running, but I have no fear

 Cause London is drowning, and I live by the river

… A nuclear error, but I have no fear“

## Rezeption

### Pressereaktionen bei Veröffentlichung
Die Reaktionen der Musikpresse waren bei Erscheinen des Albums durchaus unterschiedlich:

New Musical Express (Großbritannien): „‘London Calling’ ist das erste Clash-Album, das ihrem Mythos vollauf gerecht wird, wobei es die unverdaulicheren Aspekte dieses Mythos größtenteils weglässt. Teilweise klingt es wie nichts, das sie jemals vorher aufgenommen haben, und doch ist das im Endeffekt die bislang Clash-mäßigste Clash-Platte. […] 'London Calling' ist zudem – kein unwichtiger Punkt – die erste Clash-Platte (vielleicht mit Ausnahme von ‘The Cost Of Living’), die sich tatsächlich genau richtig anhört. Guy Stevens hat The Clash so produziert, wie sie von Anfang an hätten produziert werden sollen. […] 'London Calling' macht den schlecht gespielten Rock’nRoll des ganzen letzten Jahrzehnts wieder wett.“
Melody Maker (Großbritannien): „Dass das nicht so verzweifelt oder deprimiert rüberkommt wie das vorherige Album liegt grundsätzlich an zwei Dingen: The Clash haben Amerika entdeckt und dadurch auch sich selbst. […] Die übliche Kritik an Doppelalben könnte man hier anbringen, und, da es einige Schwachstellen gibt, auch zu Recht. Aber das würde am Thema vorbeigehen: ‘London Calling’ zeigt The Clash in voller, kämpferischer Kontrolle über alles, was sie einmal so klasse gemacht hat. Es ist unendlich viel besser geworden als wir jemals erwartet hätten.“
Sounds (Großbritannien): „Unfähig dazu sich nach vorn zu entwickeln, haben sie nach jedem Strohhalm gegriffen und sich am Ende zurückentwickelt, wegen Strummers Rhythm-and-Blues-Vergangenheit und Jones’ Keith Richards-Fixierung auf das Outlaw-Image der Stones und müde, alte Rockklischees. Hier gibt es keinen Hunger, keine Vision, keinen Zusammenhang und keine eigene Persönlichkeit, keine Killer-Hämmer – nichts, das einen dazu bringt, ‘Wow!’ zu rufen.“
ZigZag (Großbritannien): „‘London Calling’ ist das bisher tanzbarste Clash-Album. Sie breiten sich aus in eine breite Palette an Musikstilen […] Lebendige, aufregende Elemente von allem, was klasse ist, Clash-ifiziert und verdichtet zu einem lebensfreudigen, positiven Album.“
Rolling Stone (USA): „Trotz First-Take-Gerumpel und Guerilla-Produktion ist dieses Doppelalbum Musik, die von Dauer sein soll. Sie ist so reichhaltig und breitgefächert, dass sie einen nicht nur beschwingt, sondern regelrecht begeistert und triumphal lebendig fühlen lässt. […] ‘London Calling’ ist grosszügig und extravagant angelegt. Es ist vollgepackt mit Charakteren und Geschichten wie ein toller Roman, und die neue stilistische Breite der Band – Bläser, Orgeln, hier und da Klavier, Blues-Schwermut, poppige Leichtigkeit und ein Reggae-Dub-Einfluss, der fast durch jede Nummer hindurchscheint – intensiviert noch die Dichte und Reichhaltigkeit des Sounds.“
The New York Times (USA): „Das ist ein Album, das die ganze urtümliche Energie der Clash einfängt, sie mit der brillanten Produktion von Guy Stevens kombiniert und ein Ausmaß an Erfindungsgabe und Kreativität enthüllt, das das bisherige Schaffen der Band nicht hätte vermuten lassen. […] Die Musik ist so überragend, wie sie die Vielfalt des Alltagslebens der Londoner Unterschichten einfängt, und The Clash, ausgerüstet mit derartigem Songmaterial, können bei ihren Auftritten eine derart leidenschaftliche Band sein, dass es wirklich erstaunlich wäre, wenn Epic Records sie in Amerika nicht einem Massenpublikum verkaufen könnten.“
Musikexpress (Deutschland): „Clash sind als Einzelpersönlichkeiten und als Band gereift, haben auf ‘London Calling’ einen noch saubereren und klareren Sound als auf ‘Give ’Em Enough Rope’, […] und dürften somit auch diejenigen erreichen, die bislang mit Police, Ian Dury und/oder den Boomtown Rats ganz zufrieden waren.“ (Wertung: 5 von 5 Sternen)
Sounds (Deutschland): „‘London Calling’ ist ein erschreckend müder Aufguss einer Band, die vorgab, Nummer 1 des Punk zu sein. Mit ihrem Supermarktangebot haben sie sich selbst das Grab geschaufelt. Fasele mir bitte keiner was von musikalischer Innovation. Hier dreht sich nix weiter auf dem Plattenteller als ein mittelmässig produzierter Rock’n’Roll.“
Der Spiegel (Deutschland): „Auf ihrem jüngsten Doppel-Album ‘London Calling’ entfalten die Clash eine stilistische Breite, die Beatles-Elemente, Rockabilly, Jazz, Soul, Rhythm and Blues und Reggae einschließt und immer frisch swingt. Saftige, federnde Bläser-Kommentare entfernen den Clash-Rock weit von blasser Punk-Askese.“

### Gegenwärtige Rezeption
Gegenwärtig gilt London Calling als das Opus Magnum von The Clash. Vor allem die Vielzahl der Stile, die bei den 19 Songs verwendet wird, überrascht: Punk, Rockabilly, Reggae, Pop, Hard Rock, Ska, Rhythm and Blues und sogar Jazz.
Das Album belegt vordere Plätze in zahlreichen Bestenlisten, so wurde das Album, obwohl 1979 erschienen, von der Musikzeitschrift Rolling Stone zum besten Album der 1980er Jahre gekürt. Das Magazin wählte London Calling 2003 und 2012 auf Platz 8 der 500 besten Alben aller Zeiten. In der Aufstellung von 2020 belegt es Platz 16. Der Song London Calling erreichte Platz 15 und Train in Vain Platz 298 der 500 besten Songs aller Zeiten.
2013 wählte der New Musical Express das Album auf Platz 39 der 500 besten Alben aller Zeiten. London Calling belegt Platz 23 der 500 besten Songs.
Pitchfork führt London Calling auf Platz 2 der 100 besten Alben der 1970er Jahre sowie Train in Vain auf Platz 104 und London Calling auf Platz 48 der 200 besten Songs des Jahrzehnts.
Das Album belegt Platz 23 der 200 besten Alben aller Zeiten in der Auswahl der Zeitschrift Uncut.
Die britische Tageszeitung The Guardian wählte London Calling auf Platz 17 der 100 besten Alben.
Entertainment Weekly führt es auf Platz 5 der 100 besten Alben.
Das Magazin Time nahm es in die Zusammenstellung der 100 wichtigsten Alben auf.
2007 wurde das Album in die Grammy Hall of Fame aufgenommen.
London Calling gehört zu den 1001 Albums You Must Hear Before You Die.

„Vielleicht könnte man The Clash beschuldigen, Punk Rock stilistisch verwässert oder über Politik gesungen zu haben, ohne viel Ahnung davon zu haben, aber ein Vierteljahrhundert nach der Aufnahme von London Calling gilt dieses Meisterwerk immer noch als einziger Ausweg aus dem Solipsismus der Punkbewegung. London Calling war das definitive Statement der Band nach dem Punkmanifest der ersten LP und der US-orientierten Produktion Give ’Em Enough Rope.“

„„London Calling“ ist die Platte, die dem Punk seine historische Bedeutung verleiht. Ihn relevant macht für Dutzende Bands der Jahre danach.“

Die BBC bezeichnet London Calling als „quintessential rock album“ und urteilt: „Truly, a record so brilliant you’d have to be from another planet not to love it“.
In dem deutschen Magazin Musikexpress nannte Michael Sailer London Calling in der Rezension der 2004 erschienenen 25th Anniversary Edition das „größte Rock-Album des 20. Jahrhunderts“.

### Coverversionen
Im Jahr 2010 veröffentlichte Bruce Springsteen eine Live-Doppel-DVD mit einer Coverversion von London Calling.
Das Lied wurde von der Hamburger Hip-Hop-Band Fettes Brot als Hamburg Calling gecovert und erstmals 2007 live gespielt. Es wurde 2008 auf der Single Bettina, zieh Dir bitte etwas an veröffentlicht.

## Kommerzieller Erfolg

### Chartplatzierungen
| ChartsChartplatzierungen       | Höchstplatzierung | Wochen |
| ------------------------------ | ----------------- | ------ |
| Österreich (Ö3)                | 17 (2 Wo.)        | 2      |
| Vereinigte Staaten (Billboard) | 27 (33 Wo.)       | 33     |
| Vereinigtes Königreich (OCC)   | 9 (39 Wo.)        | 39     |

### Auszeichnungen für Musikverkäufe
| Land/Region                  | Auszeichnungen für Musikverkäufe (Land/Region, Auszeichnung, Verkäufe) | Verkäufe  |
| ---------------------------- | ---------------------------------------------------------------------- | --------- |
| Frankreich (SNEP)            | Gold                                                                   | 100.000   |
| Italien (FIMI)               | Platin                                                                 | 50.000    |
| Kanada (MC)                  | Gold                                                                   | 50.000    |
| Neuseeland (RMNZ)            | 2× Platin                                                              | 40.000    |
| Vereinigte Staaten (RIAA)    | Gold                                                                   | 500.000   |
| Vereinigtes Königreich (BPI) | Platin                                                                 | 600.000   |
| Insgesamt                    | 3× Gold · 4× Platin ·                                                  | 1.340.000 |

## 25th Anniversary Legacy Edition
Am 21. September 2004 veröffentlichten Epic Records und Legacy Recordings mit der 25th Anniversary Legacy Edition eine Jubiläumsausgabe auf 2 CDs, die das Studioalbum und eine Bonus-CD namens The Vanilla Tapes umspannt. Die zusätzlichen Songs sind Demoaufnahmen von 1979 aus den Vanilla Studios in London. Neben den beiden CDs liegt eine DVD bei, welche das Making-of The Last Testament von Don Letts, Archivaufnahmen und Musikvideos zu London Calling, Train in Vain und Clampdown enthält. Die Neuveröffentlichung samt Bonusmaterial wurde überschwänglich bewertet: Die US-Website Metacritic, welche Kritiken von verschiedenen Redaktionen zusammenfasst, aggregiert für die 25th Anniversary Edition den höchstmöglichen Metascore von 100 Punkten.
The Vanilla Tapes
1. Hateful – 3:23
2. Rudie Can’t Fail – 3:08
3. Paul’s Tune – 2:32
4. I'm not Down – 3:24
5. Horsemen – 2:45
6. Koka Kola, Advertising & Cocaine – 1:57
7. Death or Glory – 3:47
8. Lover’s Rock – 3:45
9. Lonesome Me – 2:09
10. The Police Walked in 4 Jazz – 2:19
11. Lost in the Supermarket – 3:52
12. Up-Toon – 1:57
13. Walking the Slidewalk – 2:34
14. Where You Gonna Go (Soweto) – 4:05
15. The Man in Me – 3:57
16. Remote Control – 2:39
17. Working and Waiting – 4:11
18. Heart & Mind – 4:27
19. Brand New Cadillac – 2:08
20. London Calling – 4:26
21. Revolution Rock – 3:51